# Le Serpent du destin
Le Serpent du destin (Elijahova stolica), publié en 2006, est un roman de l'écrivain croate Igor Štiks.

## Résumé
Le récit, sous-titré La Chaise d'Élie - Le Manuscrit de Richard Richter, se présente comme un texte autobiographique du narrateur, Richard Richter, fils de Paula Müller, épouse Richter, morte peu après l'accouchement, à 24 ans, en 1942 et de Heinrich Müller, appelé dans la Wehrmachtparti, dès 1941 sur le front russe, suicidé par pendaison à l'automne 1945.
Élevé par la sœur de sa mère, Ingrid, à Vienne, il vit au moins vingt ans à Paris, qu'il quitte le 6 avril 1992, au départ de sa femme, Marianne Berger (Kitty), après dix ans de vie commune. Il revient à Vienne, où il est aussi relativement connu comme écrivain européen, pour vivre chez Ingrid, dans la chambre de son enfance. Lors de travaux de réaménagement, il découvre dans une cache une boîte métallique, contenant un carnet bleu, une lettre de Paula, un mois avant l'accouchement à un certain Jakob Schneider, aussi appelé Andreas Schubert, dont il est manifestement le fils. Il peut donc affirmer être né deux fois, une première en 1942, une seconde en 1992.
Après l'arrestation de Jakob, on a discuté de tout et Heinrich a décidé de te reconnaître comme son enfant et proposé le mariage à ta mère (p. 83). Tous les quatre ont eu quelques activités anti-nazies avant 1941, sans véritable résistance. Jakob/Andreas était un juif communiste de Sarajevo. Richard décide de faire savoir qu'il souhaite se rendre dans cette ville dans un pays en plein conflit, et il reçoit des propositions de la presse allemande et de la télévision autrichienne. Informé au maximum, il arrive, par la route, avec d'autres correspondants de guerre européens, en mai 1992, dans une ville en état de siège.
Un contact est Ivor, 25 ans, traducteur, journaliste, vite ami et frère de sang. Après deux ou trois semaines à l'hôtel en milieu trop reporters étrangers, il est hébergé chez Ivor. : Balcon d'Ivor, amitié, guerre, passion, Ville, trahison, nostalgie (p. 145), rencontres, beuveries, discussions... Alors, on peut filmer aussi le quotidien à Sarajevo, comme ce patron de café, et, sur une idée d'Ivor, envisager un court-métrage avec une troupe de jeunes acteurs : comment on faisait du théâtre à Sarajevo en pleine guerre. Pas seulement Mère Courage, Ubu Roi, La Peste ou une adaptation d’Homo Faber de Max Frisch, comme le propose Madame Alma Filipovic.
Il se conduit parfois en vieux bouc entêté, et aussi en juge (Richter). Admis dans la synagogue séfarade désaffectée, assis sur la chaise d'Élie, la chaise de la circoncision (p. 211), il fait la rencontre de Simon, un octogénaire : vous n'êtes pas vraiment tout à fait étranger...
Le projet Richard-Ivor est accepté et le tournage s'engage, sur les préparatifs et en entretiens privés.
La première du spectacle se déroule le 28 juin 1992. L'après-spectacle est l'occasion de performances de poèmes sur la situation : Communiqué d'une ville assiégée de Zbigniew Herbert par un comédien, puis de Sarajevo de  Lawrence Durrell pour Richard, enfin de La Ville de Constantin Cavafy pour Alma. Le lendemain, le conflit s'intensifie, un journaliste de Libération est blessé, Simon fait une visite : Je t'ai flairé, sans adresse, (p. 263), comme un chat perdu. Il le quitte après avoir croisé Alma : La connaissance viendra peu à peu, puis le désespoir (p. 265).
La petite Emina, 11 ans, s'institue assistante de Richard, gardienne de l'immeuble, lieutenant. Alma invite Richard à l'accompagner, pas si loin de la Sniper Alley, au marché Markale, pas l'alimentaire, celui aux objets (livres, bijoux, meubles...). Puis c'est cinq jours heureux, et une fin terrible, entre lui (50 ans) et elle (30 ans maximum, et mariée), dans l'appartement libéré par Ivor, au montage.
Richard rend visite à Simon, dans sa sombre vieille maison familiale, autrefois admirable, pleine de livres et de chats. Simon lui présente la clé de la maison de Cordoue, selon la légende ancestrale, lui raconte l'histoire de la veuve Rifka, de son fils Daniel, de l'oncle Franjo (Kraus) et de sa fille unique Jelena, et lui donne une adresse.
Alma l'emmène chez son propre père, chez qui il arrive épuisé : je ne trouverai plus le sommeil dans Sarajevo (p. 370). Tout s'accélère. Le lendemain, Richard revient seul, s'explique, remet le carnet bleu, et Jakob Snajder raconte et comprend. Un jour encore d'excès dans la ville assiégée, et Richard se fait rapatrier en urgence, sans autre adieu qu'un message à Emina à transmettre à Alma : tout était vrai.. tout, du début jusqu'à la fin. Juillet et août sont consacrés à la rédaction de ce manuscrit.
L'épilogue, d'Ivor, date de 1996. Il a pu hériter du manuscrit, ce savoir venimeux (p. 27), cet amer matériau, rencontrer Ingrid, visiter la tombe d'Alma (1962-1994), et les restes de la maison de Simon encore habités par des chats. Lui aussi, sans doute, comme Richard, est devenu étranger dans sa propre ville, et croit bénéficier du "droit de cité" dans des cités étrangères.

## Découpage
- p. 19 : Prologue
- p. 25 : Le carnet bleu
- p. 105 : Richard à Sarajevo
- p. 195 : Dans la même cage
- p. 295 : Le sablier
- p. 439 : Départ
- p. 455 : Épilogue

## Accueil
- Prix Ksaver Šandor Gjalski (hr) 2006

Ce prix annuel récompense le meilleur livre de prose publié en République de Croatie.
Il motive la traduction d'œuvres de valeur littéraire certaine.
La traduction remarquable en français n'a pas encore (en novembre 2019) trouvé son public.
Le roman, écrit au passé, aborde de manière poignante des thèmes puissants : quête du père, identité juive, état de siège, compte à rebours, destin, aveuglement, désespoir...